# 1960년 하계 올림픽 아프가니스탄 선수단
1960년 하계 올림픽 아프가니스탄 선수단은 이탈리아 로마에서 개최된 1960년 하계 올림픽에 참가한 올림픽 아프가니스탄 선수단이다.

## 육상

### 남자
트랙 / 도로 경기
| 선수                                                | 세부 종목      | 1차 예선 | 1차 예선 | 2차 예선  | 2차 예선  | 준결선    | 준결선    | 결선      | 결선      |
| 선수                                                | 세부 종목      | 기록     | 순위     | 기록      | 순위      | 기록      | 순위      | 기록      | 최종 순위 |
| 압둘 가포리 압둘 셰카이브 하비브 사예드 알리 자이드 | 남자 400m 계주 | 44.4     | 3        | 진출 실패 | 진출 실패 | 진출 실패 | 진출 실패 | 진출 실패 | 진출 실패 |
| 압둘 셰카이브                                       | 남자 100m      | 11.6     | 7        | 진출 실패 | 진출 실패 | 진출 실패 | 진출 실패 | 진출 실패 | 진출 실패 |
| 압둘 와르다크                                       | 남자 110m 허들 | -        | -        | 퇴장      | 퇴장      | 퇴장      | 퇴장      | 퇴장      | 퇴장      |
| 압둘 와르다크                                       | 남자 창던지기  | 64.20    | -        | 진출 실패 | 진출 실패 | 진출 실패 | 진출 실패 | 진출 실패 | 진출 실패 |
| 알리 자이드                                         | 남자 200m      | 23.1     | 6        | 진출 실패 | 진출 실패 | 진출 실패 | 진출 실패 | 진출 실패 | 진출 실패 |
| 하비브 사예드                                       | 남자 400m      | 53.8     | 7        | 진출 실패 | 진출 실패 | 진출 실패 | 진출 실패 | 진출 실패 | 진출 실패 |

## 참고 자료
- (영어) “Afghanistan at the 1960 Roma Summer Games”. SR/Olympic Sports. 2009년 1월 21일에 원본 문서에서 보존된 문서. 2011년 9월 22일에 확인함.